# Johnny Cecotto jr.
Johnny Amadeus Cecotto, beter bekend als Johnny Cecotto jr., (Augsburg, Duitsland, 9 september 1989) is een autocoureur. Hij racet onder de Venezolaanse vlag, maar heeft ook een Duitse nationaliteit. Hij is de zoon van voormalig autocoureur en wereldkampioen wegrace Johnny Cecotto.

## Loopbaan

### Eerdere ervaring
Cecotto begon zijn carrière in de karting en stroomde daarna door naar open-wheel klassen. In 2005 nam hij deel aan de Formule BMW en in 2006 aan het Duitse Formule 3-kampioenschap, waarin hij één overwinning behaalde. Ook in 2006 reed hij in de Formule Renault 2.0 NEC. In 2007 nam hij deel aan de International Formula Master, waarin hij driemaal op het podium stond en als achtste eindigde in het kampioenschap. In 2008 keerde hij terug naar de Duitse Formule 3, waarin hij met twee overwinningen als derde eindigde.

### GP2
In 2009 reed hij in de Formule 3 Euroseries voor het team HBR Motorsport, voordat het team races miste op Brands Hatch. Vervolgens tekende hij een overeenkomst om deel te nemen aan de laatste twee raceweekenden van de GP2, als teamgenoot van Michael Herck bij David Price Racing.
In het seizoen 2009-10 nam Cecotto deel aan de GP2 Asia Series voor het team Trident Racing. Voor dit team reed hij ook in het normale GP2-kampioenschap in 2010.
In 2011 reed Cecotto in zowel de GP2 Asia voor Super Nova Racing als in het normale GP2-kampioenschap voor Ocean Racing Technology.
In 2012 kwam Cecotto's grote doorbraak in de GP2 bij Barwa Addax Team. Hij behaalde een pole position en een overwinning op het Circuit de Monaco en nog een overwinning op de Hockenheimring. Dankzij nog twee andere podiumplaatsen eindigde hij als negende in het kampioenschap.
In 2013 sloot Cecotto een deal met het team Arden International. Bij Arden kwam hij echter minder goed uit de verf en behaalde enkele vijfde plaatsen als beste resultaat, waardoor hij als zestiende eindigde.
Ondanks zijn mindere resultaten, keerde Cecotto in 2014 terug bij zijn oude team Trident. Hier behaalde hij twee overwinningen op het Circuit de Barcelona-Catalunya en de Red Bull Ring. Met drie andere podiumplaatsen werd hij vijfde in het kampioenschap.
In 2015 kwam Cecotto niet in actie in het eerste GP2-weekend, maar in het tweede weekend stapte hij in bij het team Hilmer Motorsport. Na twee raceweekenden werd hij vervangen door Simon Trummer, maar in het daaropvolgende raceweekend stapte hij eenmalig in bij Carlin als vervanger van Marco Sørensen. Na deze races maakte hij bekend dat hij zou stoppen met de autosport, maar weer twee raceweekenden later keerde hij terug bij Trident als vervanger van Gustav Malja, die dat weekend verplichtingen had in de Formule Renault 3.5 Series.
In 2016 keerde Cecotto tijdens het raceweekend op het Sepang International Circuit terug in de GP2 om bij het team Rapax de zieke Arthur Pic te vervangen.

### Auto GP
In 2015 nam Cecotto ook deel aan de Auto GP voor het team Virtuosi UK. Hij behaalde zijn eerste podiumplaats tijdens het eerste raceweekend op de Hungaroring. Dit was zijn enige raceweekend in het jaar en na het tweede weekend maakte het kampioenschap bekend om het seizoen op te schorten vanwege een gebrek aan voldoende deelnemers. Zodoende werd Cecotto achtste in de eindstand met 22 punten.

### Formule V8 3.5
In 2016 neam Cecotto deel aan de Formule V8 3.5 voor het team RP Motorsport naast de eveneens Zuid-Amerikaanse Vitor Baptista. Hij won de eerste race op de Hungaroring, maar verliet na het daaropvolgende raceweekend op Spa-Francorchamps het kampioenschap.

### Formule 2
In 2017 neemt Cecotto deel aan het hernieuwde Formule 2-kampioenschap, de vervanger van de GP2, waarin hij opnieuw uitkomt voor het team Rapax.